# Geri Jewell
Geraldine Ann Jewell, detta Geri (Buffalo, 13 settembre 1956), è un'attrice e cabarettista statunitense.
È nota per il ruolo ricorrente di Geri Tyler nella sitcom L'albero delle mele e in Deadwood.

## Biografia
Originaria di Buffalo, New York, è famosa per il ruolo ricorrente di Geri Tyler nel programma televisivo L'albero delle mele, dal 1980 al 1984. Questo ruolo l'ha resa la prima persona con disabilità ad avere un ruolo in un programma in prima serata, nonché la prima attrice affetta da paralisi cerebrale ad apparire in una serie TV. Dopo aver abbandonato il college, la Jewell ha iniziato la sua carriera facendo cabaret. Nel 1980, si è esibita ai Media Access Awards, dove ha conosciuto Norman Lear.
Ha interpretato, sempre su base ricorrente, Jewel nella serie televisiva Deadwood dal 2004 al 2006 e nella sua continuazione cinematografica del 2019, Deadwood - Il film. Ha ricevuto numerosi riconoscimenti, tra cui il Founders Award nel 1992, l'Independent Living Legacy Award del 2005 e il National Rehabilitation Hospital Victory Award nel 2006.

## Filmografia

### Televisione
- L'albero delle mele (The Facts of Life) (1980-1984)
- Lassie (The New Lassie) (1989)
- 21 Jump Street (1990)
- Febbre d'amore (The Young and the Restless) (2004)
- Deadwood (2004-2006)
- Squadra Med - Il coraggio delle donne (Strong Medicine) (2005)
- Alcatraz (2012)
- Glee (2014)
- Deadwood - Il film (2019)